# Polynormande 2019
La 40e édition de la Polynormande a eu lieu le 18 août 2019. Elle fait partie du calendrier UCI Europe Tour 2019 en catégorie 1.1.

## Présentation

### Équipes
Classé en catégorie 1.1 de l'UCI Europe Tour, la Polynormande est par conséquent ouverte aux UCI ProTeams dans la limite de 50 % des équipes participantes, aux équipes continentales professionnelles, aux équipes continentales et aux équipes nationales.
| WorldTeams (2)- AG2R La Mondiale - Groupama-FDJ Équipes continentales professionnelles (5)- Cofidis, Solutions Crédits - Vital Concept-B&B Hotels - Arkéa-Samsic - Delko-Marseille Provence - Total Direct Énergie Équipes continentales (8)- Natura4Ever-Roubaix Lille Métropole - Saint Michel-Auber 93 - BEAT Cycling Club - Differdange-GeBa - Akros-Thömus - Canyon DHB p/b Bloor Homes - EvoPro Racing - Tarteletto-Isorex |
| |

## Classement[2]
| \| Classement général \| Classement général \| Classement général \| Classement général \| Classement général \| \| Coureur \| Coureur \| Pays \| Équipe \| Temps \| \| ------------------ \| ---------------------- \| ------------------ \| -------------------------- \| ------------------ \| \| 1er \| Benoît Cosnefroy \| France \| AG2R La Mondiale \| 3 h 55 min 19 s \| \| 2e \| Valentin Ferron \| France \| Total Direct Énergie \| + 2 s \| \| 3e \| Damien Touzé \| France \| Cofidis, Solutions Crédits \| + 14 s \| \| 4e \| Alexandre Delettre \| France \| Delko Marseille Provence \| + \| \| 5e \| Aurélien Paret-Peintre \| France \| AG2R La Mondiale \| + \| \| 6e \| Yoann Paillot \| France \| Saint Michel-Auber 93 \| + \| \| 7e \| Paul Ourselin \| France \| Total Direct Énergie \| + \| \| 8e \| Anthony Delaplace \| France \| Arkéa-Samsic \| + \| \| 9e \| Dimitri Claeys \| Belgique \| Cofidis, Solutions Crédits \| + 1 min 57 s \| \| 10e \| Adrien Garel \| France \| Vital Concept-B&B Hotels \| + 2 min 45 s \| |                        |          |                            |                 |
| |                        |          |                            |                 |
| Source : ProCyclingStats |                        |          |                            |                 |
| Classement général |                        |          |                            |                 |
| Coureur | Coureur                | Pays     | Équipe                     | Temps           |
| 1er | Benoît Cosnefroy       | France   | AG2R La Mondiale           | 3 h 55 min 19 s |
| 2e | Valentin Ferron        | France   | Total Direct Énergie       | + 2 s           |
| 3e | Damien Touzé           | France   | Cofidis, Solutions Crédits | + 14 s          |
| 4e | Alexandre Delettre     | France   | Delko Marseille Provence   | +               |
| 5e | Aurélien Paret-Peintre | France   | AG2R La Mondiale           | +               |
| 6e | Yoann Paillot          | France   | Saint Michel-Auber 93      | +               |
| 7e | Paul Ourselin          | France   | Total Direct Énergie       | +               |
| 8e | Anthony Delaplace      | France   | Arkéa-Samsic               | +               |
| 9e | Dimitri Claeys         | Belgique | Cofidis, Solutions Crédits | + 1 min 57 s    |
| 10e | Adrien Garel           | France   | Vital Concept-B&B Hotels   | + 2 min 45 s    |

## Liste des participants
- Liste de départ complète

| Légende | Légende                                                                    | Légende | Légende                                                    |
| ------- | -------------------------------------------------------------------------- | ------- | ---------------------------------------------------------- |
| Num     | Dossard de départ porté par le coureur sur cette Polynormande              | Pos     | Position à l'arrivée de la course                          |
|         | Indique un maillot de champion national ou mondial, suivi de sa spécialité | NP      | Indique un coureur qui n'a pas pris le départ de la course |
| AB      | Indique un coureur qui n'a pas terminé la course                           | HD      | Indique un coureur qui a terminé la course hors des délais |

| Cofidis COF | Cofidis COF               | Cofidis COF |
| ----------- | ------------------------- | ----------- |
| Num         | Coureur                   | Pos         |
| 1           | Pierre-Luc Périchon (FRA) | 68e         |
| 2           | Nacer Bouhanni (FRA)      | 47e         |
| 3           | Dimitri Claeys (BEL)      | 9e          |
| 4           | Stéphane Rossetto (FRA)   | 56e         |
| 5           | Geoffrey Soupe (FRA)      | 17e         |
| 6           | Damien Touzé (FRA)        | 3e          |
| 7           | Eddy Finé (FRA)           | 52e         |

| Natura4Ever-Roubaix-Lille Métropole NRL | Natura4Ever-Roubaix-Lille Métropole NRL | Natura4Ever-Roubaix-Lille Métropole NRL |
| --------------------------------------- | --------------------------------------- | --------------------------------------- |
| Num                                     | Coureur                                 | Pos                                     |
| 11                                      | Julien Antomarchi (FRA)                 | 58e                                     |
| 12                                      | Christophe Masson (FRA)                 | 28e                                     |
| 13                                      | Thomas Vaubourzeix (FRA)                | AB                                      |
| 14                                      | Thibault Ferasse (FRA)                  | 30e                                     |
| 15                                      | Pierre Gouault (FRA)                    | 22e                                     |
| 16                                      | Pierre Idjouadiene (FRA)                | 20e                                     |
| 17                                      | Emiel Vermeulen (BEL)                   | AB                                      |

| Vital Concept-B&B Hotels VCB | Vital Concept-B&B Hotels VCB | Vital Concept-B&B Hotels VCB |
| ---------------------------- | ---------------------------- | ---------------------------- |
| Num                          | Coureur                      | Pos                          |
| 21                           | Maxime Cam (FRA)             | 50e                          |
| 22                           | Maxime Chevalier (FRA)       | 15e                          |
| 23                           | Corentin Ermenault (FRA)     | AB                           |
| 24                           | Adrien Garel (FRA)           | 10e                          |
| 25                           | Lorrenzo Manzin (FRA)        | AB                           |
| 26                           | Julien Morice (FRA)          | 46e                          |
| 27                           | Arthur Vichot (FRA)          | AB                           |

| Arkéa-Samsic PCB | Arkéa-Samsic PCB         | Arkéa-Samsic PCB |
| ---------------- | ------------------------ | ---------------- |
| Num              | Coureur                  | Pos              |
| 31               | Anthony Delaplace (FRA)  | 8e               |
| 32               | Thibault Guernalec (FRA) | 53e              |
| 33               | Élie Gesbert (FRA)       | 18e              |
| 34               | Romain Hardy (FRA)       | AB               |
| 35               | Benoît Jarrier (FRA)     | 59e              |
| 36               | Amaël Moinard (FRA)      | 64e              |
| 37               | Laurent Pichon (FRA)     | 14e              |

| AG2R La Mondiale ALM | AG2R La Mondiale ALM         | AG2R La Mondiale ALM |
| -------------------- | ---------------------------- | -------------------- |
| Num                  | Coureur                      | Pos                  |
| 41                   | François Bidard (FRA)        | 23e                  |
| 42                   | Hubert Dupont (FRA)          | 57e                  |
| 43                   | Jaakko Hänninen (FIN)        | 49e                  |
| 44                   | Aurélien Paret-Peintre (FRA) | 5e                   |
| 45                   | Nans Peters (FRA)            | 55e                  |
| 46                   | Benoît Cosnefroy (FRA)       | 1er                  |
| 47                   | Anthony Jullien (FRA)        | 48e                  |

| Saint Michel-Auber 93 AUB | Saint Michel-Auber 93 AUB | Saint Michel-Auber 93 AUB |
| ------------------------- | ------------------------- | ------------------------- |
| Num                       | Coureur                   | Pos                       |
| 51                        | Tony Hurel (FRA)          | 66e                       |
| 52                        | Nicolas Baldo (FRA)       | 62e                       |
| 53                        | Kévin Le Cunff (FRA)      | 13e                       |
| 54                        | Romain Feillu (FRA)       | AB                        |
| 55                        | Flavien Maurelet (FRA)    | 29e                       |
| 56                        | Yoann Paillot (FRA)       | 6e                        |
| 57                        | Morne van Niekerk (RSA)   | 61e                       |

| Groupama-FDJ GFC | Groupama-FDJ GFC        | Groupama-FDJ GFC |
| ---------------- | ----------------------- | ---------------- |
| Num              | Coureur                 | Pos              |
| 61               | Daniel Hoelgaard (NOR)  | 51e              |
| 62               | Žiga Jerman (SLO)       | AB               |
| 63               | Léo Vincent (FRA)       | AB               |
| 64               | Steve Morabito (SUI)    | 27e              |
| 65               | Benoît Vaugrenard (FRA) | 63e              |
| 66               | Matis Louvel (FRA)      | 21e              |
| 67               | Alexys Brunel (FRA)     | 54e              |

| Delko Marseille Provence DMP | Delko Marseille Provence DMP | Delko Marseille Provence DMP |
| ---------------------------- | ---------------------------- | ---------------------------- |
| Num                          | Coureur                      | Pos                          |
| 71                           | Jérémy Leveau (FRA)          | AB                           |
| 72                           | Alexis Guérin (FRA)          | 16e                          |
| 73                           | Fabien Schmidt (FRA)         | AB                           |
| 74                           | Evaldas Šiškevičius (LTU)    | 45e                          |
| 75                           | Julien Trarieux (FRA)        | 65e                          |
| 76                           | Mickaël Guichard (FRA)       | AB                           |
| 77                           | Alexandre Delettre (FRA)     | 4e                           |

| Total Direct Énergie TDE | Total Direct Énergie TDE | Total Direct Énergie TDE |
| ------------------------ | ------------------------ | ------------------------ |
| Num                      | Coureur                  | Pos                      |
| 81                       | Axel Journiaux (FRA)     | AB                       |
| 82                       | Paul Ourselin (FRA)      | 7e                       |
| 83                       | Romain Sicard (FRA)      | 26e                      |
| 84                       | Jérôme Cousin (FRA)      | 67e                      |
| 85                       | Anthony Turgis (FRA)     | 60e                      |
| 86                       | Valentin Ferron (FRA)    | 2e                       |
| 87                       | Clément Orceau (FRA)     | AB                       |

| BEAT Cycling Club BRT | BEAT Cycling Club BRT | BEAT Cycling Club BRT |
| --------------------- | --------------------- | --------------------- |
| Num                   | Coureur               | Pos                   |
| 91                    | Alex Mengoulas (NED)  | 32e                   |
| 92                    | Guillaume Seye (BEL)  | 39e                   |
| 93                    | Yves Coolen (BEL)     | 33e                   |
| 94                    | Nahom Desale (NED)    | AB                    |
| 95                    | Piotr Havik (NED)     | 31e                   |
| 96                    | Daan Hoeyberghs (BEL) | 25e                   |
| 97                    | Adam Lewis (GBR)      | 11e                   |

| Differdange-GeBa CCD | Differdange-GeBa CCD  | Differdange-GeBa CCD |
| -------------------- | --------------------- | -------------------- |
| Num                  | Coureur               | Pos                  |
| 101                  | Balázs Rózsa (HUN)    | AB                   |
| 102                  | Cameron Beard (USA)   | 35e                  |
| 103                  | Louis Deguide (BEL)   | AB                   |
| 104                  | Ivan Centrone (LUX)   | 24e                  |
| 105                  | Thomas Deruette (BEL) | AB                   |
| 106                  | Tom Thill (LUX)       | AB                   |
| 107                  | Toni Franz (GER)      | AB                   |

| Akros-Thömus AKT | Akros-Thömus AKT      | Akros-Thömus AKT |
| ---------------- | --------------------- | ---------------- |
| Num              | Coureur               | Pos              |
| 111              | Laurin Bachmann (SUI) | AB               |
| 112              | Yannis Voisard (SUI)  | 19e              |
| 113              | Timo Güller (SUI)     | 34e              |
| 114              | Claudio Imhof (SUI)   | NP               |
| 115              | Justin Paroz (SUI)    | 37e              |
| 116              | Nico Selenati (SUI)   | AB               |
| 117              | Manuel Zobrist (SUI)  | AB               |

| Canyon DHB-Bloor Homes DHB | Canyon DHB-Bloor Homes DHB | Canyon DHB-Bloor Homes DHB |
| -------------------------- | -------------------------- | -------------------------- |
| Num                        | Coureur                    | Pos                        |
| 121                        | Rory Townsend (IRL)        | AB                         |
| 122                        | Alex Colman (BEL)          | 12e                        |
| 123                        | Andrew Tennant (GBR)       | AB                         |
| 124                        | Matthew Bostock (GBR)      | 42e                        |
| 125                        | Jacob Hennessy (GBR)       | AB                         |
| 126                        | Robert-Jon McCarthy (IRL)  | AB                         |
| 127                        | Charlie Tanfield (GBR)     | AB                         |

| EvoPro Racing EVO | EvoPro Racing EVO   | EvoPro Racing EVO |
| ----------------- | ------------------- | ----------------- |
| Num               | Coureur             | Pos               |
| 131               | Daire Feeley (IRL)  | 36e               |
| 132               | Harry Sweeny (AUS)  | 38e               |
| 133               | Aaron Kearney (IRL) | AB                |
| 134               | Peter Koning (NED)  | AB                |
| 135               | Albert Muela (ESP)  | 41e               |
| 136               | Luke Mudgway (NZL)  | AB                |
| 137               |                     |                   |

| Tarteletto-Isorex TIS | Tarteletto-Isorex TIS        | Tarteletto-Isorex TIS |
| --------------------- | ---------------------------- | --------------------- |
| Num                   | Coureur                      | Pos                   |
| 141                   | Polychrónis Tzortzákis (GRE) | 40e                   |
| 142                   | David Boucher (BEL)          | AB                    |
| 143                   | Jonas Goeman (BEL)           | AB                    |
| 144                   | Ylber Sefa (ALB) (Route)     | 43e                   |
| 145                   | Thomas Joseph (BEL)          | AB                    |
| 146                   | Abram Stockman (BEL)         | 44e                   |
| 147                   | Michiel Stockman (BEL)       | 69e                   |